# Empire of the Sun (soundtrack)
Empire of the Sun (Original Motion Picture Soundtrack), gecomponeerd en gedirigeerd door John Williams, is de originele soundtrack voor de film Empire of the Sun uit 1987 van Steven Spielberg. Het werd uitgebracht als album op 9 december 1987 door Warner Bros. Records.
De muziek werd opgenomen door Shawn Murphy. Het nummer "Suo Gân" werd uitgevoerd door het Ambrosian Junior Choir onder leiding van John McCarthy, met solist James Rainbird. De filmmuziek won de BAFTA Award for Best Film Music in 1988.

## Tracklijst
Alle nummers geschreven door John Williams, behalve "Suo Gân" (traditioneel/Robert Bryan), "The British Grenadiers" (traditioneel) en "Chopin Mazurka Opus 17 No. 4" (Frédéric Chopin).
1. Suo Gân 2:19
2. Cadillac of the Skies 3:48
3. Jim's New Life 2:33
4. Lost in the Crowd 5:39
5. Imaginary Air Battle 2:35
6. The Return to the City 7:45
7. Liberation: Exsultate Justi 1:46
8. The British Grenadiers 2:25
9. Toy Planes, Home and Hearth (Chopin Mazurka Opus 17 No. 4) 4:37
10. The Streets of Shanghai 5:11
11. The Pheasant Hunt 4:24
12. No Road Home/Seeing the Bomb 6:10
13. Exsultate Justi 4:59

### Expanded Archival Collection
Een gelimiteerde editie van de soundtrack van Empire of the Sun, geproduceerd en geremasterd door Mike Matessino, werd uitgebracht op 24 juni 2014 door La-La Land Records. Deze editie van de soundtrack duurt twee keer zo lang als het originele album. De eerste disc bevat een volledige presentatie van de filmmuziek (in chronologische volgorde en inclusief nooit eerder uitgebrachte muziek) en de tweede disc bevat een selectie alternatieve cues en andere aanvullende muziek.

#### Disc 1
1. "Suo Gan" (extended version)** 3:29
2. "Home and Hearth"** 3:50
3. "Trip Through the Crowd" 2:33
4. "Imaginary Air Battle" 2:38
5. "Japanese Infantry"* 3:00
6. "Lost in the Crowd" 5:44
7. "Alone at Home"* 2:43
8. "The Empty Swimming Pool"* 3:14
9. "The Streets of Shanghai" 5:15
10. "The Plane" 3:15
11. "Jim’s New Life" 2:34
12. "The Pheasant Hunt" 4:28
13. "The British Grenadiers" (Traditional) 2:29
14. "Cadillac of the Skies" 3:53
15. "Mrs. Victor and James"* 2:11
16. "The Return to the City" 7:50
17. "Seeing the Bomb"** 4:48
18. "Bringing Them Back"* 2:41
19. "Liberation: Exsultate Justi" 1:53
20. "Suo Gân" 2:23
21. "Exsultate Justi" (extended version)** 5:14

#### Disc 2
1. Chopin: "Mazurka, Op. 17 No. 4" (excerpt)* 2:14
2. "Imaginary Air Battle" (alternate)* 2:41
3. "Alone at Home" (alternate)* 2: 40
4. "The Streets of Shanghai" (film version segment)* 1:18
5. "The Streets of Shanghai" (alternate segment)* 2:17
6. "Chopin Again"* 1:19
7. "The Plane" (alternate)* 3:05
8. "Cadillac of the Skies" (alternate)* 3:51
9. "The Return to the City" (alternate)* 7:50
10. "Exsultate Justi" (album version) 5:09

(*) Niet eerder uitgebracht, (**) bevat niet eerder uitgebrachte muziek